# Ferran Felip Basili de Rocabertí-Boixadors i Chaves
Ferran Felip Basili de Rocabertí-Boixadors i Chaves   (segle XVIII - Viena, 1805) fou  un noble català, vescomte de Rocabertí, comte de Peralada i de Savallà, marquès d'Anglesola, senyor de la baronia de Vallmoll, etc., amb grandesa d'Espanya, des de 1755 fins a la seva mort, Aristòcrata, aventurer, llibertí i escriptor català en llengua castellana.

## Biografia
Era fill i hereu de Bernat Antoni de Boixadors i Sureda de Sant Martí i de Cecilia Faustina de Chaves.
En la seva joventut, sobretot, Ferran Basili fou un típic noble llibertí setcentista. Fou actiu membre de La Bella Unión, una societat de nobles ociosos, llibertins i amics de la gresca que protagonitzà un sorollós escàndol a l'època.
Encara que tenia la residència familiar a Barcelona (vegeu Palau del Comte de Peralada), sempre trobà provincià l'ambient aristocràtic de la ciutat i desitjà conèixer i establir-se prop dels cercles cortesans. Molt jove encara, fugí a París, però seguint ordres del marquès de Grimaldi, ministre de Carles III, l'ambaixador espanyol l'obligà a tornar. Més tard, feu freqüents viatges a Madrid, d'on solia acabar expulsat pel monarca.
Es relacionà amb personatges dels seus mateixos gustos i costums, entre els quals destaquen el cèlebre Cagliostro (Giuseppe Balsamo) i la seva muller Lorenza Feliciani, i l'encara més cèlebre aventurer venecià Giacomo Casanova.
El comte de Peralada va conèixer Casanova durant l'estada d'aquest a Barcelona (1769), on acabà tancat a la ciutadella per haver gosat compartir amant amb el no menys llibertí comte de Ricla, capità general de Catalunya i oncle de Ferran Basili. Casanova deixà escrit, a les seves Memòries, un breu però precís retrat de Ferran Basili: "El comte de Peralada era un jove senyor, summament ric, de rostre agradable, amant de les pitjors companyies, enemic de la religió, dels bons costums i de la policia, també violent i enormement orgullós de la seva estirp". Igualment, es mostrà admirat pels seus magnífics cavalls.
Amb Cagliostro i la seva dona Lorenza, en canvi, sembla que va coincidir poc més tard a Madrid, i aquesta relació amb el noble llibertí (que anomenen comte de Prelata) fou utilitzada pels defenestradors del primer, que més tard seria tancat a la Bastilla arran del famós afer del collar de la reina Maria Antonieta. No hi ha proves, però, de relacions íntimes entre el comte català i Lorenza, que el marit prostituïa amb tota mena de grans personatges a canvi de favors.
El 5 de juliol de 1769, a Madrid, Ferran Basili, que llavors tenia entre 22 i 25 anys, contragué matrimoni amb la rica vídua del marquès de Mondéjar, la malaguenya María Teresa de Palafox y Castellet, i finalment s'instal·là a la capital del regne, en un palau a la Corredera de San Pablo.
Cap a 1780 s'imprimí a Barcelona una obra de teatre (tragi-comedia nueva) en espanyol escrita per ell, que tingué una certa difusió (dotze anys més tard es representava a la Ciutat de Mèxic).
El 1790 viatjà a París i a Itàlia. Morí a Viena el 1805.
No tingué descendència legítima ni altra de coneguda. A la seva mort, el patrimoni familiar passà a la neta del seu germà Josep (mort el 1782), Joana (I) de Rocabertí-Boixadors i Cotoner, que la transmeté, per matrimoni, als Dameto.

## Obres
- Los vandos de París, y guerra entre amor y honor... Su autor el... Conde de Perelada, Barcelona, Carles Gibert i Tutó, [1780].